# Maria Königin (Tuttlingen)

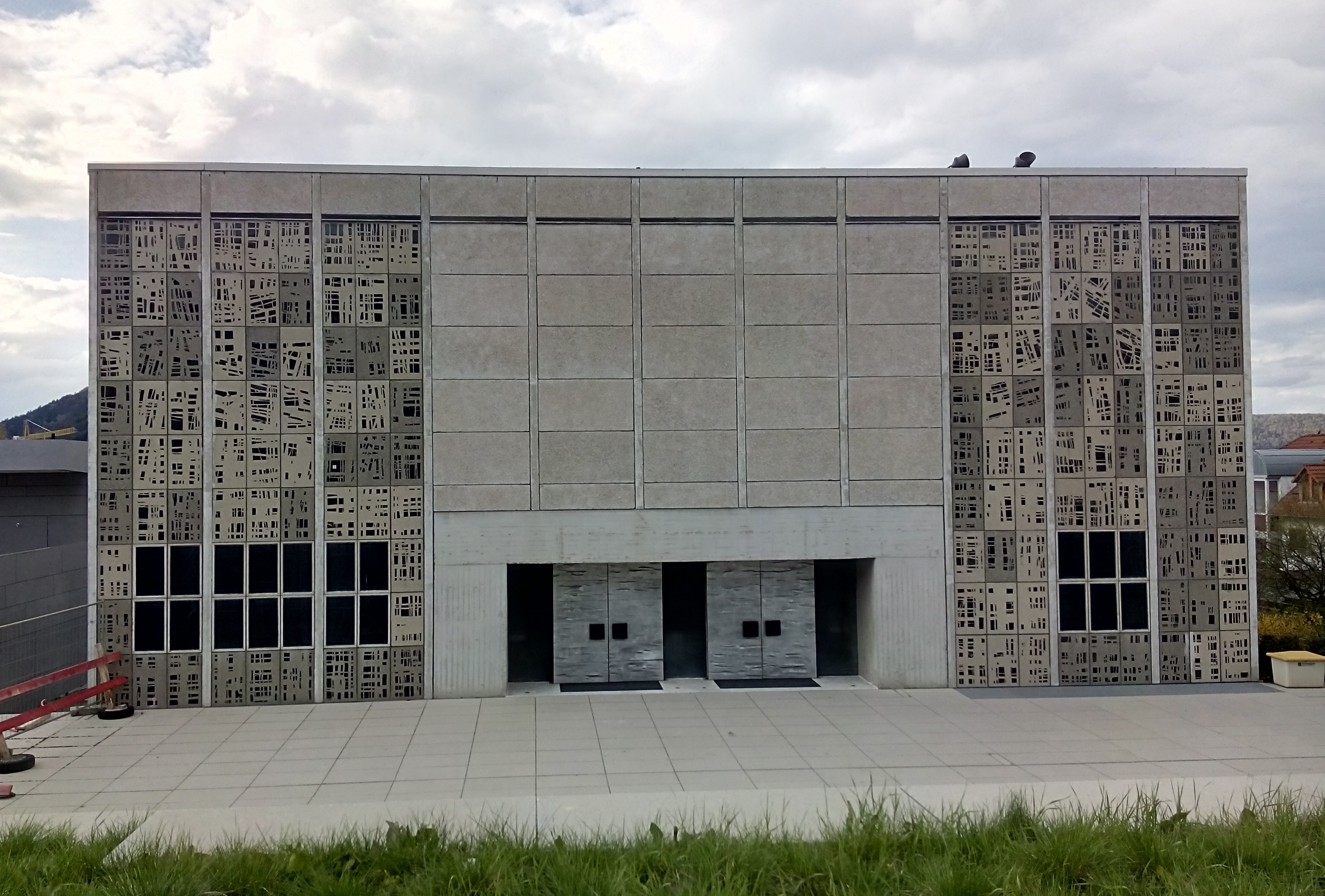
Maria Königin in Tuttlingen

Maria Königin ist eine römisch-katholische Kirche in Tuttlingen. Sie gehört zur Katholischen Gesamtkirchengemeinde Tuttlingen im Bistum Rottenburg-Stuttgart.

## Geschichte und Bau

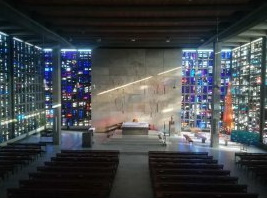
Innenansicht

Nach dem Zweiten Weltkrieg wuchs die Stadt Tuttlingen sehr schnell. Auch die Zahl der Katholiken nahm, vor allem durch Heimatvertriebene, stark zu. So wurde, zusätzlich zur Pfarrkirche St. Gallus von 1872, eine zweite katholische Kirche erforderlich. Anfangs nutzte die Gemeinde ein Provisorium im Lager Mühlau für deutsche Kriegsgefangene, doch diese Kirche musste dem Bau des Schulkomplexes weichen. Schließlich konnte im Westteil der Stadt ein geeigneter Bauplatz gefunden werden. Der Plan der Architekten Franz J. Gottschlich und Max W. Schraube aus Tuttlingen wurde mit teil erheblichen Planänderungen schließlich verwirklicht. Der erste Spatenstich war am 4. März 1961, die Segnung des Grundsteins durch Erzabt Benedikt Reetz am 25. September 1961 und die Weihe durch Bischof Carl Joseph Leiprecht am 18. Mai 1963.
Der Baukörper ist ein ungegliederter Quader mit freistehendem Glockenturm. Im Inneren erhält der Raum seine Wirkung vor allem durch die großen Buntglasfensterflächen in Betonfachwerktechnik von Gabriel Loire. An der künstlerischen Ausgestaltung wirkten Franz Bucher, Wilhelm Geyer und Emil Kiess mit.
Die Kirche wurde 2004 als Kulturdenkmal ausgewiesen.

## Glocken
Im nach Art eines Campanile frei stehenden Kirchturm von Maria Königin hängt ein vierstimmiges Glockengeläut, das von der Glockengießerei Bachert Heilbronn/Karlsruhe gegossen wurde.
| Glocke | Name         | Gussjahr | Gewicht | Schlagton |
| ------ | ------------ | -------- | ------- | --------- |
| 1      | Gloriosa     | 2012     | 3655 kg | B°        |
| 2      | Maria        | 1962     | 1615 kg | d′        |
| 3      | Nativitate   | 1962     | 935 kg  | f′        |
| 4      | De profundis | 1962     | 634 kg  | g′        |

## Orgel

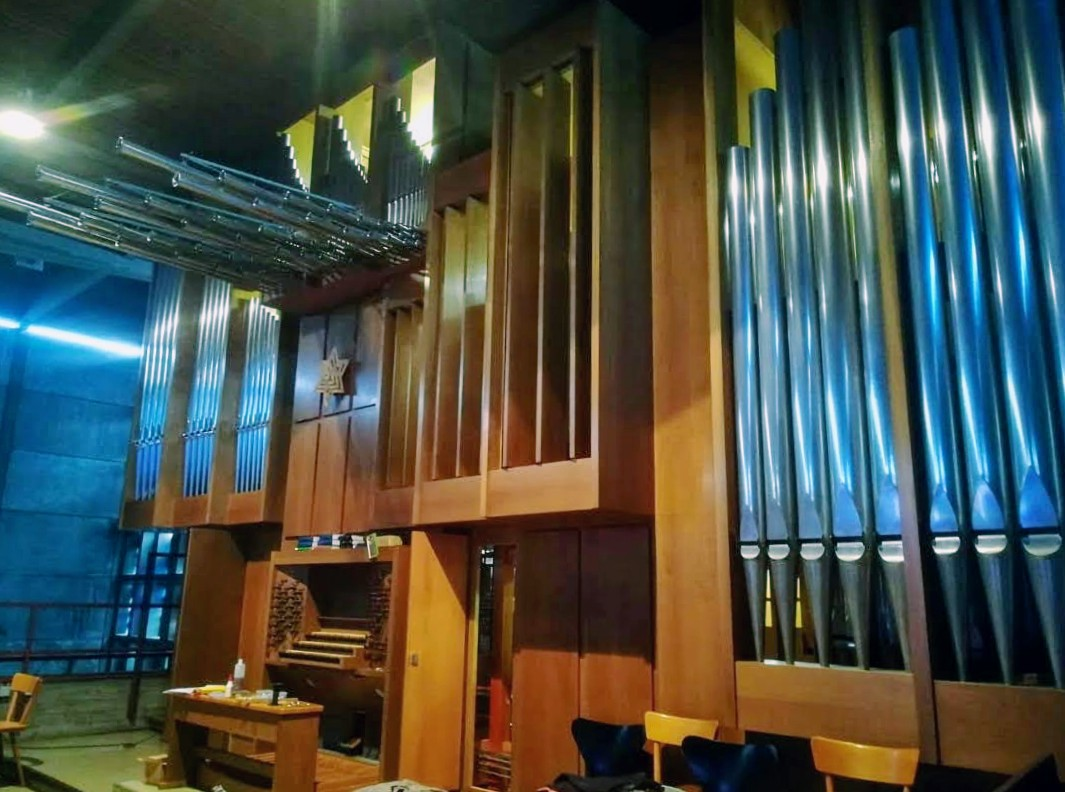
Jehmlich-Orgel

Die Orgel wurde 1989 durch Jehmlich Orgelbau Dresden als Opus 1084 gebaut. Zu diesem Zweck hatte sich am 1. März 1979 ein Orgelbauverein gegründet. Die 33 Register verteilen sich auf drei Manuale und ein Pedal. Die Disposition lautet wie folgt:
| I Hauptwerk C- |                  |     |
| 1.             | Bordun           | 16′ |
| 2.             | Prinzipal        | 8′  |
| 3.             | Lieblich Gedackt | 8′  |
| 4.             | Viola da Gamba   | 8′  |
| 5.             | Oktav            | 4′  |
| 6.             | Rohrflöte        | 4′  |
| 7.             | Superoctav       | 2′  |
| 8.             | Mixtur IV        |     |
| 9.             | Dulzian          | 16′ |
| 10.            | Trompete         | 8′  |

| II Schwellwerk C- |                      |       |
| 11.               | Salizional           | 8′    |
| 12.               | Schwebung            | 8′    |
| 13.               | Doppelflöte          | 8′    |
| 14.               | Quintadena           | 8′    |
| 15.               | Fugara               | 4′    |
| 16.               | Koppelflöte          | 4′    |
| 17.               | Nasard               | 2 ⁄3′ |
| 18.               | Waldflöte            | 2′    |
| 19.               | Terz                 | 1 ⁄3′ |
| 20.               | Glöcklein            | 1′    |
| 21.               | Plein Jeux IV        |       |
| 22.               | Fagott               | 16′   |
| 23.               | Trompette Harmonique | 8′    |
| 24.               | Oboe                 | 8′    |
|                   | Tremulant            |       |

| III Solo C- |                    |    |
| 25.         | Rohrflöte          | 8′ |
| 26.         | Traversflöte       | 4′ |
| 27.         | Cornett III–V      |    |
| 28.         | Spanische Trompete | 8′ |

| Pedal C- |                            |         |
|          | Großpedal                  |         |
| 29.      | Prinzipal                  | 16′     |
| 30.      | Großquinte                 | 10 2⁄3′ |
| 31.      | Oktavbaß                   | 8′      |
| 32.      | Choralbaß                  | 4′      |
| 33.      | Posaune                    | 16′     |
|          | Kleinpedal                 |         |
| 34.      | Bordun (= Nr. 1)           | 16′     |
| 35.      | Lieblich Gedackt (= Nr. 3) | 8′      |
| 36.      | Viola da Gamba (= Nr. 4)   | 8′      |
| 37.      | Rohrflöte (= Nr. 6)        | 4′      |
| 38.      | Superoctav (= Nr. 7)       | 2′      |
| 39.      | Dulzian (= Nr. 9)          | 16′     |
| 40.      | Trompete (= Nr. 10)        | 8′      |
|          | Sperrventil Großpedal      |         |

- Koppeln: II/I, III/I, I/P, II/P,
- Nebenregister: Röhrenglockenspiel (noch nicht eingebaut) und Cymbelstern